# Resolution 38 des UN-Sicherheitsrates
Die Resolution 38 des UN-Sicherheitsrates ist eine Resolution, die der Sicherheitsrat der Vereinten Nationen am 17. Januar 1948 beschloss.

## Inhalt
Sie forderte die Regierungen Indiens und Pakistans auf, die Situation in Kaschmir in keiner Weise zu verschlimmern und alle ihnen zur Verfügung stehenden Mittel zu ihrer Verbesserung einzusetzen. Sie fordert beide Regierungen ferner auf, den Rat über alle wesentlichen Änderungen der Situation zu informieren, solange diese vom Rat geprüft wird.

## Abstimmungsergebnis
Die Resolution wurde mit neun Stimmen ohne Gegenstimmen angenommen, wobei sich die Ukrainische SSR und die Sowjetunion der Stimme enthielten.